# Olga Silvestre
Olga Cristina Fino Silvestre (19 de setembro de 1964) é uma deputada e política portuguesa. Ela é deputada à Assembleia da República na XIV legislatura pelo Partido Social Democrata. Tem uma licenciatura em Direito.